# Urgences (série télévisée)
Pour les articles homonymes, voir ER et Urgences.
À ne pas confondre avec les séries télévisées E/R et Emergency Room ou Urgence (série télévisée).
Urgences ou Salle d'urgence au Québec (ER en VO, pour « Emergency Room ») est une série télévisée américaine en 331 épisodes de 44 minutes répartis sur 15 saisons, créée par Michael Crichton et diffusée du 19 septembre 1994 au 2 avril 2009 sur le réseau NBC.
Au Québec, la série est diffusée du 8 septembre 1995 au 30 août 1998 sur le réseau TQS, puis à partir du 14 septembre 1998 sur le réseau TVA et abandonnée à l'automne 2000. La Télévision de Radio-Canada a rediffusé la série du début les après-midis à partir du 8 septembre 2004 sous le titre Urgences.
En France, la série est diffusée à partir du 27 juin 1996 jusqu'au 23 août 2009 sur France 2. Elle est ensuite rediffusée sur France 4 et, à partir du 30 novembre 2014 sur TV Breizh, puis du 5 janvier 2015 sur HD1.
En Suisse romande, elle est diffusée sur la RTS. En Belgique, elle est diffusée sur RTL-TVI puis rediffusée à compter du 25 août 2014 sur AB3.

## Origines de la série

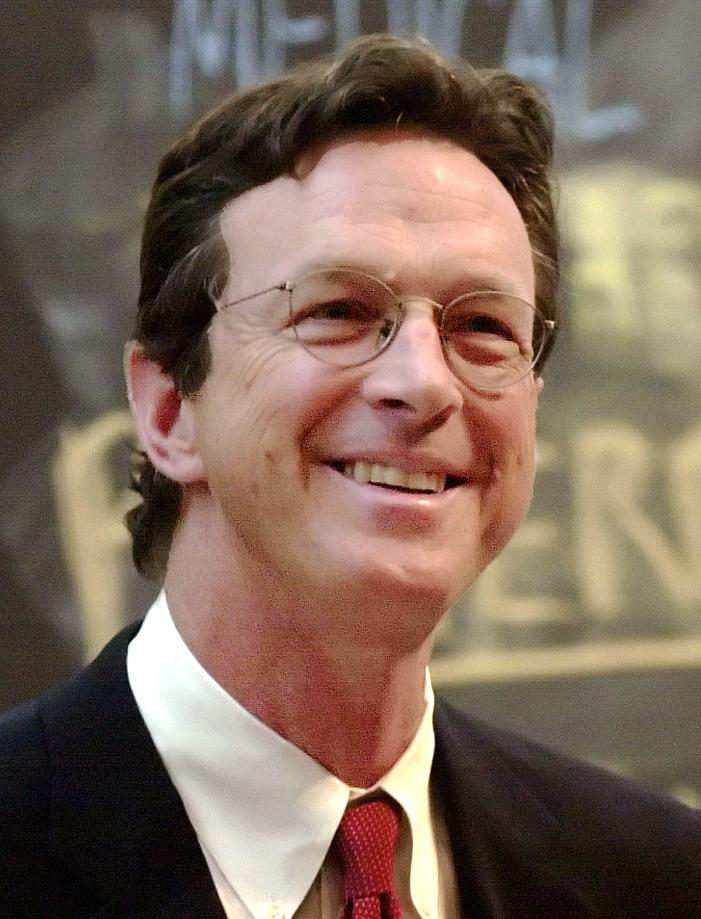
Michael Crichton en 2002.

En 1974, l'écrivain Michael Crichton écrit un scénario basé sur sa propre expérience en tant qu'interne en médecine dans des urgences surchargées. L'idée ne se concrétise pas, et Crichton se consacre à d'autres projets. En 1990, il publie le roman Jurassic Park, qui est adapté en 1993 au cinéma par Steven Spielberg. Les deux hommes collaborèrent étroitement au projet. Crichton propose alors le scénario d’Urgences à Spielberg, et ils décidèrent d'en faire un pilote pour une série télévisée plutôt qu'un film. Le script original de Crichton est quasiment inchangé, mis à part le fait que le personnage de Susan Lewis devient une femme et celui de Peter Benton un Afro-Américain.

## Synopsis

### Intrigue
La série Urgences met en scène la vie du service des urgences de l'hôpital universitaire du comté de Cook de Chicago (Cook County Hospital), et par extension celle des personnes qui le fréquentent.
Beaucoup de thèmes d'actualité, parfois graves, sont traités à travers les patients, mais surtout les médecins de l'hôpital (par exemple, la séropositivité avec Jeanie Boulet, l'homosexualité et l'homoparentalité avec Kerry Weaver et Maggie Doyle, la situation catastrophique au Congo-Kinshasa et au Darfour où John Carter part faire de l'humanitaire, la surdité et la langue des signes avec Peter Benton, le cancer avec Mark Greene, le suicide avec Carol Hathaway, l'euthanasie avec Chen, la bipolarité avec Abby Lockhart, la guerre d'Irak avec Michaël Gallant ou les guerres de gangs avec Greg Pratt). La problématique de la protection sociale est également un élément récurrent de l'intrigue. Cependant, un ton humoristique, voire comique est assez souvent adopté dans la série, notamment via certains personnages (par exemple : le réceptionniste Jerry Markovic, le Dr Dave Malucci, le Dr Romano ou encore le Dr Archie Morris).
La série se distingue aussi par le nombre impressionnant d'intrigues amoureuses développées entre les personnages eux-mêmes (Doug et Carol, Peter et Jeanie, Mark et Susan, Peter et Elizabeth, John et Anna, Mark et Chuny, John et Lucy, Luka et Carol, John et Susan, Luka et Abby, John et Abby, Peter et Cleo, John et Kem, Greg et Jing-Meï, Mark et Elizabeth, Luka et Samantha, Neela et Michael, Neela et Ray, Neela et Tony, Neela et Simon, Samantha et Tony, etc.).

### Grades
À noter, dans un but de clarification des personnages de la série, qu'il existe différents « grades » concernant les employés d'un hôpital :
- Les externes sont des étudiants en médecine dans leurs deux dernières années d'études. Ils effectuent des stages dans les différents services de l'hôpital, et ne sont donc pas forcément rattachés à un service. Ils sont sous la responsabilité des médecins de rang supérieur. Ils n'ont pas le droit de prescrire des médicaments, ni de pratiquer des actes médicaux sans supervision. À la base, ils sont présents pour observer le fonctionnement et l'exercice de la médecine.
- Les internes sont des docteurs en médecine fraîchement sortis de l'université, mais qui doivent encore faire leurs preuves sur le terrain. Ils doivent rendre des comptes aux médecins de rang supérieur, et sont supervisés par un résident avec un statut spécial, le chef des internes. Au terme d'une année d'internat, ils doivent passer un examen. Si cet examen est réussi, ils peuvent librement pratiquer la médecine générale. Très souvent cependant, l'année d'internat est incluse dans la résidence (en tant que première année).
- Les résidents sont des médecins qui souhaitent se spécialiser dans une branche de la médecine (chirurgie, médecine d'urgence, radiologie...). Pour ce faire, ils sont employés par le service correspondant à leur spécialité et sont supervisés par les médecins titulaires. La résidence peut durer de deux à sept ans selon la spécialité. En ce qui concerne la médecine d'urgence, la résidence dure 4 ans (dont un an d'internat, dans la série).
- Après la résidence, lorsqu'un médecin souhaite se spécialiser dans une sous-spécialité de la branche de la médecine dans laquelle il a effectué sa résidence (pédiatrie d'urgence, chirurgie cardiothoracique, etc.), il doit effectuer un clinicat (fellowship, en anglais) durant le plus souvent au moins une année. Le médecin est considéré comme étant titulaire dans la branche générale dans laquelle il s'est spécialisé, mais doit être supervisé par des titulaires de la sous-spécialité (exemple : aux États-Unis, la cardiologie est une sous-spécialité de la médecine interne. Un cardiologue en clinicat a effectué sa résidence dans cette spécialité et est donc considéré comme un titulaire en médecine interne, mais pas encore en cardiologie).
- Les titulaires sont des médecins expérimentés employés sous contrat par le service dans lequel ils travaillent. Ils supervisent et évaluent les résidents, les médecins en clinicat, les internes et les externes, le cas échéant. Ils obéissent directement au chef du service (qui est lui aussi un titulaire).
- Les assistants médicaux (physician assistants en anglais) ont un statut particulier aux États-Unis. Hiérarchiquement, ils se situent entre l'infirmière et le médecin. Ils peuvent par exemple diagnostiquer des maladies, effectuer des tests médicaux ou prescrire les médicaments, mais n'ont pas les connaissances et les qualifications requises pour pratiquer d'actes médicaux trop poussés et doivent rendre des comptes aux médecins. Généralement, ils sont employés pour assister les docteurs.

## Épisodes
La série compte 331 épisodes d'une durée de 42 à 44 minutes chacun, répartis sur 15 saisons.

## Distribution

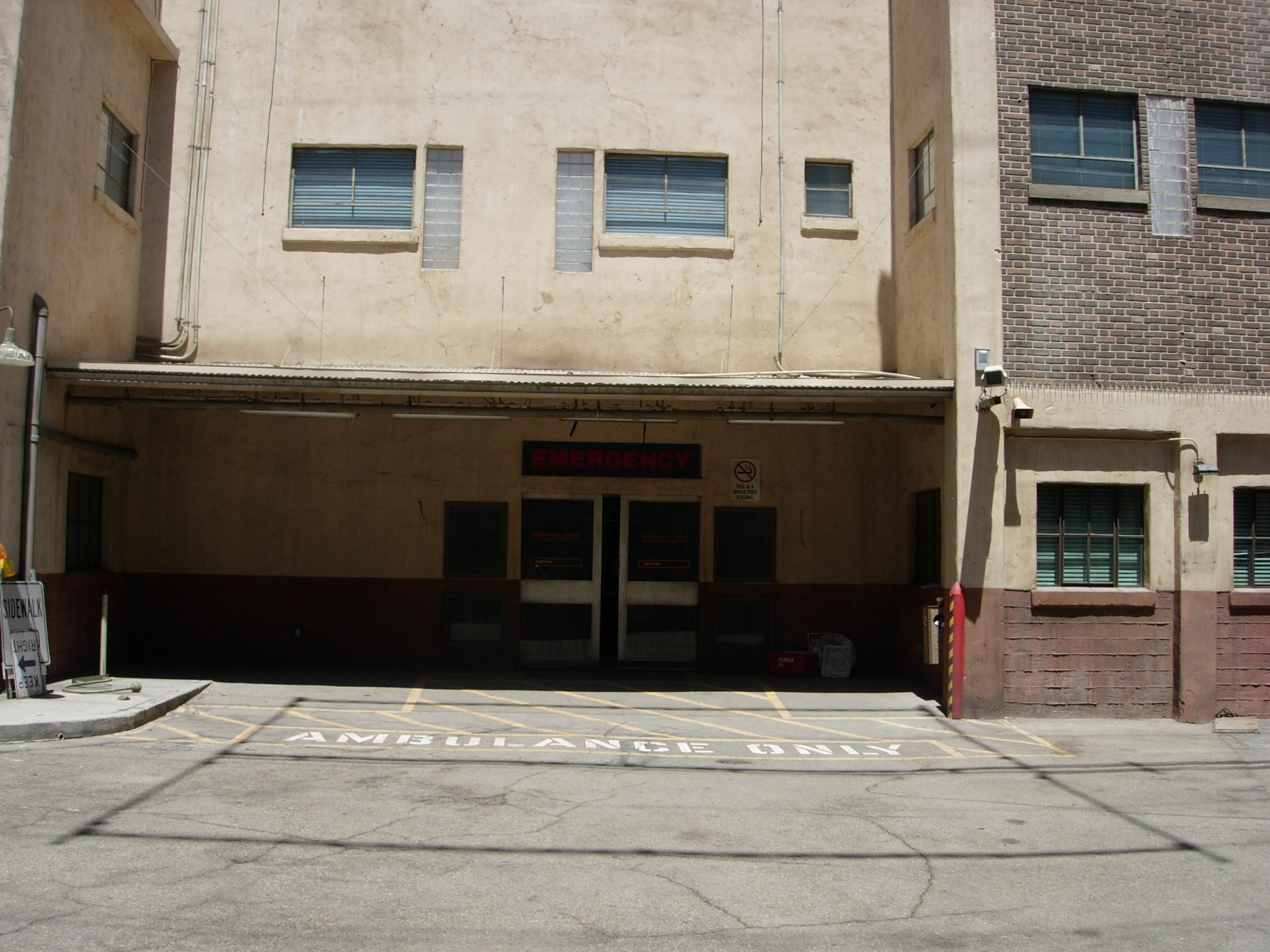
Le plateau de tournage figurant la célèbre entrée des Urgences de la série aux studios Warner Bros. de Burbank en Californie.

La distribution de la série a évolué au fil des saisons. Par exemple, John Carter, le personnage joué par Noah Wyle, est devenu médecin à part entière alors qu'en 1994 il était un externe en médecine, à peine sorti de l'université. Il quitte la série après la fin de la 11e saison, peu de temps après avoir été nommé titulaire enseignant de l'hôpital. De plus en plus souvent au fil de la série, les départs de comédiens se sont traduits par des événements tragiques pour leur personnage (mort, renvoi, etc.) mais aussi par la volonté de changer de vie, comme le docteur Doug Ross (George Clooney) parti à Seattle.
Urgences est la série ayant connu le plus de bouleversements de casting en 15 ans d’ancienneté. Aucun des acteurs principaux des neuf premières années de la série n'est présent en tant que personnage régulier dans la dernière saison d'Urgences ; aucun des acteurs des premières saisons ne sont même présents. Ces départs nombreux sont dus notamment :
- à des acteurs souhaitant, à l'instar de George Clooney, percer au cinéma (Noah Wyle, Anthony Edwards, Mekhi Phifer, Goran Višnjić) ;
- à des décisions scénaristiques parfois controversées (Alex Kingston, Paul McCrane, Ming-Na et Maria Bello ont tous vu leur personnage disparaître de force ou par accord avec les producteurs).

En revanche, tout est parfois mis en œuvre pour garder un acteur souhaitant partir : ainsi, Julianna Margulies a refusé un contrat s'élevant à près de 27 millions de dollars pour rester au-delà de la 6e saison, ce qui aurait fait d'elle l'actrice de série la mieux payée de toute l'histoire de la télévision.
Sherry Stringfield a quitté par deux fois la série (en 1996 et en 2005, après son retour en 2001). Laura Innes (Kerry Weaver) détient le record de participation dans la série, en étant resté de 1995 à début 2007, l'actrice étant partie pour se consacrer à la réalisation, entre autres, des épisodes d’Urgences.

### Acteurs principaux
Note : La terminologie utilisée pour parler de la chronologie des arrivées/départs est la suivante : numéro de la saison . numéro de l'épisode. Par exemple, lorsqu'on parle d'épisode 6.12, il faut comprendre qu'il s'agit de la saison 6, épisode 12.
| Acteur             | Personnage                                                      | Personnage principal                                               | Personnage ponctuel | Raison du départ | Voix française |
| ------------------ | --------------------------------------------------------------- | ------------------------------------------------------------------ | --- | --- | --- |
| Anthony Edwards    | Dr Mark Greene                                                  | saisons 1 à 8 et 15.07                                             | n/a | Meurt d'une tumeur au cerveau. | William Coryn |
| George Clooney     | Dr Douglas Ross                                                 | épisodes 1.01 à 5.15 et 15.19                                      | épisode 6.21 | Part à Seattle | Patrick Noérie |
| Sherry Stringfield | Dr Susan Lewis                                                  | épisodes 1.01 à 3.08, 8.04 à 12.01 et 15.22                        | n/a | Part rejoindre sa sœur à Phœnix (saison 3) ; quitte l'hôpital pour une clinique privée (saison 12).                               | Emmanuèle Bondeville |
| Noah Wyle          | Dr John Carter                                                  | saisons 1 à 11, 15.16 à 15.19 et 15.22                             | épisodes 12.14, 12.15, 12.19 et 12.20                                                                                    | Part rejoindre sa compagne, Kem, en Afrique.                                                                                      | Éric Missoffe |
| Julianna Margulies | Carol Hathaway                                                  | épisodes 1.02 à 6.21                                               | épisode 1.01 et 15.19 | Part rejoindre Doug à Seattle après la naissance de leurs jumelles, Kate et Tess.                                                 | Hélène Chanson |
| Eriq La Salle      | Dr Peter Benton                                                 | épisodes 1.01 à 8.10, 8.15, 8.21, 15.19 et 15.22                   | n/a | Obtient un poste dans la clinique où travaille Cleo pour pouvoir mieux s'occuper de son fils Reese                                | Thierry Desroses |
| Gloria Reuben      | Jeanie Boulet (en)                                              | épisodes 2.06 à 6.06                                               | épisodes 1.14 à 1.17, 1.20 à 2.03 et 14.11                                                                               | Quitte le Cook County pour s'occuper de son fils adoptif séropositif.                                                             | Brigitte Berges |
| Laura Innes        | Dr Kerry Weaver                                                 | épisodes 2.01 à 13.13 et 15.22                                     | épisodes 2.01 à 2.04, 2.06, 2.09, 2.10, 2.13, 2.15, 2.18 à 2.22 et 15.07                                                 | Démissionne pour devenir présentatrice d'émission médicale à Miami.                                                               | Virginie Ogouz pour l'épisode 2.01, puis Stéphanie Murat jusqu'à la saison 9, et Valérie de Vulpian à partir de la saison 10 |
| Maria Bello        | Dr Anna Del Amico (en)                                          | saison 4                                                           | épisodes 3.20 à 3.22 | Part rejoindre son ex à Philadelphie.                                                                                             | Virginie Ledieu |
| Alex Kingston      | Dr Elizabeth Corday                                             | épisodes 4.01 à 11.04 et 15.22                                     | épisode 15.12 | Quitte le Cook County après un différend avec le conseil de l'hôpital.                                                            | Catherine Privat |
| Kellie Martin      | Lucy Knight (en)                                                | épisodes 5.01 à 6.14                                               | n/a | Meurt poignardée par un schizophrène dans l'hôpital.                                                                              | Marie-Laure Dougnac |
| Paul McCrane       | Dr Robert « la Flèche » Romano (Robert « Rocket » Romano en VO) | épisodes 6.01 à 10.08                                              | épisodes 4.05, 4.06, 4.08 à 4.12, 4.15 à 4.21, 5.02, 5.04, 5.05, 5.09, 5.10, 5.12 à 5.16, 5.18 à 5.22 et 15.07           | Meurt écrasé sous un hélicoptère qui tombe du toit de l'hôpital dans la cour de celui-ci.                                         | Marc Perez |
| Goran Višnjić      | Dr Luka Kovač                                                   | saisons 6 à 13, 14.05, 14.08 à 14.10, 14.14, 14.16, 14.19 et 15.03 | n/a | Prend un nouveau départ à Boston avec Abby.                                                                                       | Stéphane Ronchewski |
| Michael Michele    | Dr Cleo Finch                                                   | épisodes 6.01 à 8.10 et 8.21                                       | n/a | Démissionne pour travailler dans une clinique privée.                                                                             | Sophie Baranes |
| Erik Palladino     | Dr David Malucci                                                | épisodes 6.07 à 8.04                                               | épisodes 6.02 à 6.06 | Renvoyé par Weaver pour son anti-professionnalisme.                                                                               | Kris Bénard |
| Ming-Na            | Dr Jing-Meï Chen (Deb Chen lors de la saison 1)                 | épisodes 6.10 à 11.09                                              | épisodes 1.13 à 1.17, 1.19 à 1.21                                                                                        | Démissionne car elle n'a plus envie de faire médecine (saison 1) ; retourne en Chine après avoir euthanasié son père (saison 11). | Yumi Fujimori |
| Maura Tierney      | Dr Abigail Lockhart (née Wyczenski)                             | épisodes 6.12 à 15.03                                              | épisodes 6.08 et 15.20                                                                                                   | Prend un nouveau départ à Boston avec Luka.                                                                                       | Laura Blanc |
| Sharif Atkins      | Dr Michael Gallant                                              | épisodes 8.15 à 10.18                                              | épisodes 8.07 à 8.09, 8.11 à 8.13, 11.16, 11.17, 12.08, 12.09, 12.12 et 12.21                                            | Appelé en Irak par l'armée (saison 10), il y meurt lors de l'explosion de son convoi (saison 12).                                 | Lionel Melet |
| Mekhi Phifer       | Dr Gregory Pratt                                                | épisodes 9.01 à 15.01                                              | épisodes 8.18 à 8.20 et 8.22                                                                                             | Meurt à la suite de blessures infligées lors de l'explosion d'une ambulance.                                                      | Didier Cherbuy |
| Parminder Nagra    | Dr Neela Rasgotra                                               | épisode 10.03 jusqu'à la fin                                       | épisode 10.01 | Part rejoindre Ray à la fin de la saison 15.                                                                                      | Vanina Pradier |
| Linda Cardellini   | Samantha Taggart, Infirmière                                    | épisode 10.05 jusqu'à la fin                                       | n/a | n/a | Julie Turin |
| Shane West         | Dr Ray Barnett                                                  | saisons 11 à 13                                                    | épisodes 15.05, 15.20 et 15.21                                                                                           | Amputé des jambes après un accident de la route, ce qui lui interdit la médecine d'urgence.                                       | Stéphane Miquel |
| Scott Grimes       | Dr Archibald Morris                                             | saison 12 jusqu'à la fin                                           | saison 10 épisodes 3 à 5, 7, 8, 11, 14 à 16, 19 à 21, saison 11 épisodes 1, 3, 5, 7, 9, 11, 13, 15, 16, 18, 19, 21 et 22 | n/a | Donald Reignoux |
| John Stamos        | Dr Tony Gates                                                   | épisode 13.02 jusqu'à la fin                                       | épisodes 12.07 et 12.08                                                                                                  | n/a | Olivier Destrez |
| David Lyons        | Dr Simon Brenner                                                | saison 15                                                          | épisodes 14.14, 14.16 à 14.19                                                                                            | n/a | Philippe Bozo |
| Angela Bassett     | Dr Catherine Banfield                                           | épisode 15.02 jusqu'à la fin                                       | n/a | n/a | Maïk Darah |

## Dernière saison
La quinzième et dernière saison de la série voit revenir un grand nombre de personnages :
- John Carter revient au service des urgences ; un rein lui est greffé dans l'hôpital où opère Benton ;
- Mark Greene et Romano apparaissent dans un flashback qui concerne la nouvelle responsable des urgences ;
- Carol Hathaway et Doug Ross sont à l'hôpital de Seattle où Neela et Sam viennent chercher des organes pour des transplantations ;
- Jerry, après être parti vendre des saucisses en Alaska, revient à l'accueil ;
- Le Dr Morgenstern vient rendre une visite au Cook County.

Ces retours ont lieu afin d'attirer les fans des premiers jours et d'offrir une dernière saison en lien avec les précédentes. C'est l'occasion d'en apprendre un peu plus sur les personnages partis quelques années auparavant.

## Audiences
Les classements saisonniers de Urgences diffusés en Amérique du Nord sur NBC, basés sur le nombre total moyen de téléspectateurs par épisode, sont présentés dans le tableau ci-dessous. Chaque saison télévisée du réseau américain commence à la fin du mois de septembre et se termine à la fin du mois de mai. Toutes les heures mentionnées dans cette section ont été enregistrées dans les fuseaux horaires de l’Est et du Pacifique. Les rangs des saisons 1 et 2 sont répertoriées au niveau des ménages (pourcentage des ménages qui regardent le programme), tandis que les rangs des saisons 3 à 15 sont répertoriées au niveau des téléspectateurs.
| Saison | Début de saison   | Fin de saison | Popularité Rang (#) | Audience (en millions) |
| ------ | ----------------- | ------------- | ------------------- | ---------------------- |
| 1      | 19 septembre 1994 | 18 mai 1995   | #2                  | 19,08                  |
| 2      | 21 septembre 1995 | 16 mai 1996   | #1                  | 21,1                   |
| 3      | 26 septembre 1996 | 15 mai 1997   | #1                  | 30,79                  |
| 4      | 25 septembre 1997 | 14 mai 1998   | #2                  | 30,2                   |
| 5      | 24 septembre 1998 | 20 mai 1999   | #1                  | 25,4                   |
| 6      | 30 septembre 1999 | 18 mai 2000   | #4                  | 24,95                  |
| 7      | 12 octobre 2000   | 17 mai 2001   | #2                  | 22,4                   |
| 8      | 27 septembre 2001 | 16 mai 2002   | #3                  | 22,1                   |
| 9      | 26 septembre 2002 | 15 mai 2003   | #6                  | 19,99                  |
| 10     | 25 septembre 2003 | 13 mai 2004   | #8                  | 19,04                  |
| 11     | 23 septembre 2004 | 19 mai 2005   | #16                 | 15,17                  |
| 12     | 22 septembre 2005 | 18 mai 2006   | #30                 | 12,06                  |
| 13     | 21 septembre 2006 | 17 mai 2007   | #40                 | 11,56                  |
| 14     | 27 septembre 2007 | 15 mai 2008   | #54                 | 9,3                    |
| 15     | 25 septembre 2008 | 2 avril 2009  | #37                 | 10,3                   |

La première année, Urgences a attiré en moyenne 19 millions de téléspectateurs par épisode, devenant ainsi la deuxième émission de télévision la plus regardée, juste derrière Seinfeld. Au cours des deux saisons suivantes (1995-1997), elle a été l'émission la plus regardée en Amérique du Nord. Pendant presque cinq ans, la série s'est battue pour la première place face à Seinfeld, mais en 1998, Seinfeld se termina, Urgences devenant de nouveau numéro un. La fin de la série a attiré 16,4 million de téléspectateurs. Le record de l'épisode le plus suivi est survenu pendant la saison 2 avec l'épisode 7 : « Les Eaux de l'enfer » (Hell and High Water), avec 48 millions de téléspectateurs et une part de marché de 45 %. Il s’agissait du chiffre le plus élevé pour un drame programmé régulièrement depuis un épisode de la série Dallas en mai 1985 qui avait obtenu une part de marché de 46 %. Cette part de marché représente le pourcentage de téléviseurs en service branchés sur cet épisode.

### Récapitulatif des audiences
| Saison | Saison | Nombre d'épisodes | Jour et heure de diffusion | Diffusion aux États-Unis | Diffusion aux États-Unis | Audiences (en millions) | Audiences (en millions) | Audiences (en millions) |
| Saison | Saison | Nombre d'épisodes | Jour et heure de diffusion | Début de saison          | Fin de saison            | Première                | Finale                  | Moyenne                 |
| ------ | ------ | ----------------- | -------------------------- | ------------------------ | ------------------------ | ----------------------- | ----------------------- | ----------------------- |
|        | 1      | 25                | Jeudi 22 h                 | 19 septembre 1994        | 18 mai 1995              | 23,00                   | 33,60                   | 30,10                   |
|        | 2      | 22                | Jeudi 22 h                 | 21 septembre 1995        | 16 mai 1996              | 37,50                   | 34,28                   | 35,72                   |
|        | 3      | 22                | Jeudi 22 h                 | 26 septembre 1996        | 15 mai 1997              | 34,89                   | 34,94                   | 33,91                   |
|        | 4      | 22                | Jeudi 22 h                 | 25 septembre 1997        | 14 mai 1998              | 42,71                   | 47,78                   | 33,34                   |
|        | 5      | 22                | Jeudi 22 h                 | 24 septembre 1998        | 20 mai 1999              | 31,86                   | 32,60                   | 29,58                   |
|        | 6      | 22                | Jeudi 22 h                 | 30 septembre 1999        | 18 mai 2000              | 31,53                   | 34,59                   | 29,75                   |
|        | 7      | 22                | Jeudi 22 h                 | 12 octobre 2000          | 17 mai 2001              | 29,33                   | 30,72                   | 27,02                   |
|        | 8      | 22                | Jeudi 22 h                 | 27 septembre 2001        | 16 mai 2002              | 28,20                   | 27,47                   | 26,08                   |
|        | 9      | 22                | Jeudi 22 h                 | 26 septembre 2002        | 15 mai 2003              | 26,72                   | 21,61                   | 22,76                   |
|        | 10     | 22                | Jeudi 22 h                 | 25 septembre 2003        | 13 mai 2004              | 23,22                   | 23,88                   | 21,51                   |
|        | 11     | 22                | Jeudi 22 h                 | 23 septembre 2004        | 19 mai 2005              | 19,69                   | 18,76                   | 17,46                   |
|        | 12     | 22                | Jeudi 22 h                 | 22 septembre 2005        | 18 mai 2006              | 14,37                   | 16,56                   | 14,17                   |
|        | 13     | 23                | Jeudi 22 h                 | 21 septembre 2006        | 17 mai 2007              | 15,59                   | 9,51                    | 11,95                   |
|        | 14     | 19                | Jeudi 22 h                 | 27 septembre 2007        | 15 mai 2008              | 9,92                    | 8,39                    | 8,65                    |
|        | 15     | 23                | Jeudi 22 h                 | 25 septembre 2008        | 2 avril 2009             | 7,92                    | 16,33                   | 8,94                    |

Après quinze année de diffusion et de succès, malgré un déclin lors des dernières saisons. Urgences a su rassembler 23 millions d’américains en moyenne pendant 15 saisons.

## Autour de la série

### Générique
- Tous les épisodes de la série démarrent par un carton-titre. Mais jusqu'à la saison 12, le vrai générique de la série est lancé environ cinq minutes après le début de l'action, sans qu'aucun effet de réalisation ne l'annonce. Ce générique surprise est bien sûr une métaphore de l'arrivée d'une situation d'urgence, qui peut surgir n'importe quand dans le service[réf. nécessaire]. À partir de la saison 13, le générique est remplacé par un deuxième carton-titre.
- À la fin de nombreux épisodes, le générique de fin est présenté avec en fond une image d'un des personnages de l'épisode, celui sur lequel il était en partie centré.
- Dans le premier générique (de la saison 1 à la saison 12), on pouvait voir la porte des urgences reflétée dans une flaque d'eau avec la silhouette de Dr Mark Greene (filmé dans un épisode de la première saison, lorsqu'il vient réconforter Carter). Lorsque le Dr Mark Greene meurt durant la saison 8, on voit la tête de Carter se refléter dans cette même flaque d'eau. Ce dernier vient lui aussi réconforter le Dr Gallant, avec les mêmes mots que ceux du Dr Greene.

### Tournage

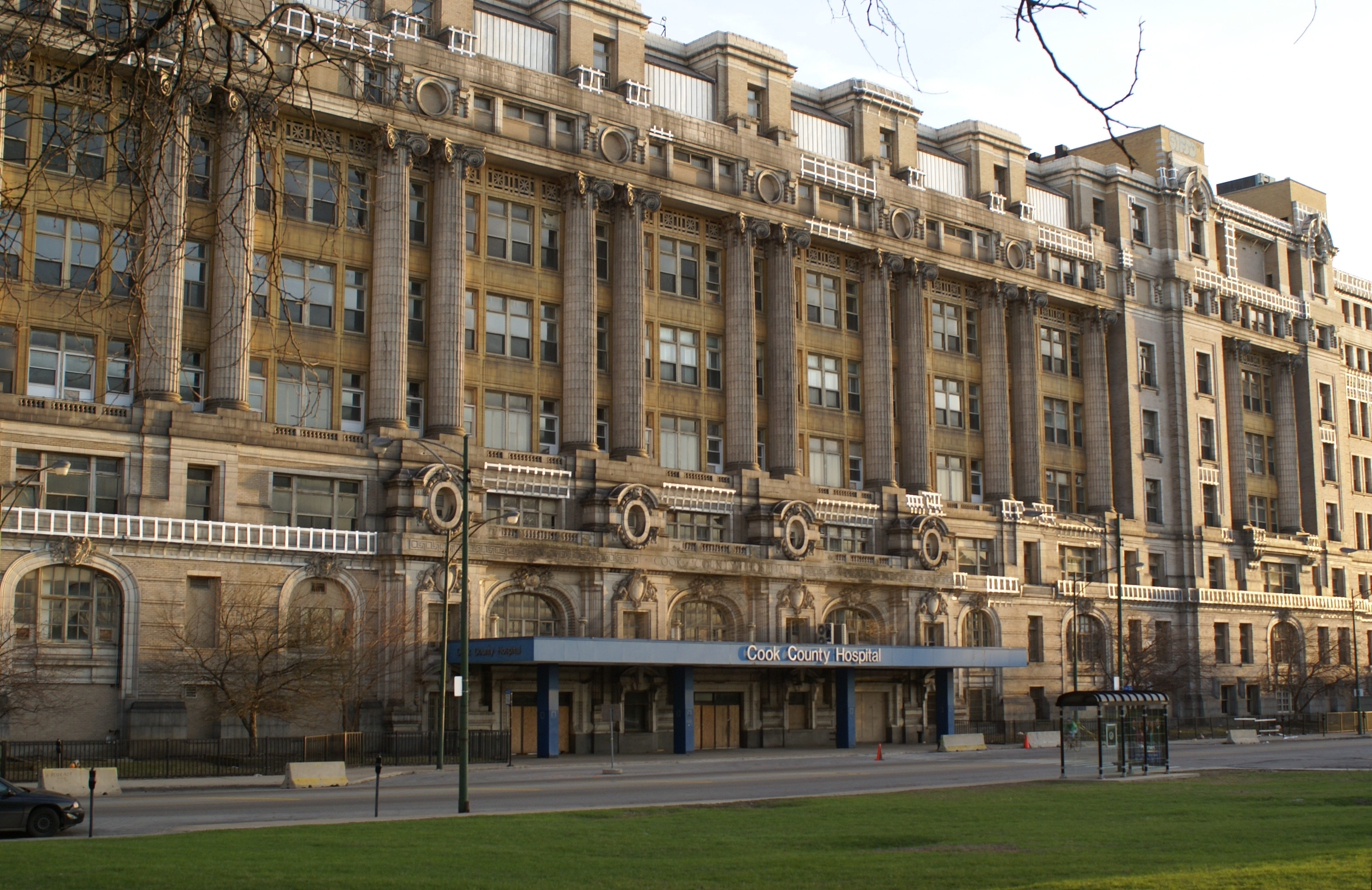
Le Cook County Hospital à Chicago.

- Le pilote de la série a été filmé dans un vieil hôpital abandonné, à cause du manque de temps et d'argent pour pouvoir construire un plateau. Rapidement après, on en a construit un aux Studios Warner Bros à Burbank en Californie. Par la suite, la série a également de plus en plus utilisé des plans tournés à Chicago, notamment avec son célèbre métro aérien « L ».
- La réalisation de la série utilise beaucoup de plans-séquences lors des phases de soin d'urgences. La caméra passe d'une salle (et d'une intrigue) à une autre en suivant un personnage ou un brancard selon une chorégraphie souvent déroutante.
- Certains épisodes sont intégralement centrés sur un des personnages principaux. Ils se déroulent généralement dans des décors totalement différents des Urgences, mais néanmoins dans un contexte médical (Carter en mission humanitaire en Afrique, Gallant au cœur de la guerre en Irak, etc.).
- La série est supposée se dérouler dans un hôpital situé dans le centre-ville de Chicago (les personnages sortent de l'hôpital pour prendre le métro aérien ou marcher le long de la rivière Chicago). En réalité, le vrai Cook County Hospital est situé dans un quartier semi-périphérique sur Harrison Street. Il y a même deux Cook County à cet endroit : un vieux bâtiment datant du début du XXe siècle, désaffecté depuis 2002, dont l'aspect général peut évoquer les décors de la série, et un hôpital neuf, situé un peu en arrière.
- Le réalisateur Quentin Tarantino a réalisé un épisode de la série (saison 1, épisode 24 : « Maternité », « Motherhood » en VO).

### Personnages
- Il n'y a que six personnages qui apparaissent dans toutes les saisons de la série : les infirmiers Malik McGrath, Shirley Adams, Lily Jarvik et Chuny Marquez, ainsi que les secouristes Doris Pickman et Zadro White.
- Dans le script original du pilote, Carol Hathaway fait une tentative de suicide au début de l'épisode ; Hathaway n'était pas destinée à s'en sortir et devait finir cérébralement morte ; en effet, ce personnage n'était pas destiné à être membre de la distribution (Julianna Margulies est d'ailleurs créditée en tant qu'artiste invité dans cet épisode).
- Le personnage de Doug Ross baisse souvent la tête, que ce soit en signe d'amusement, de déception, de honte ou parce qu'il semble perdu dans ses pensées. Il s'agit d'une manière détournée pour l'acteur George Clooney de regarder des bouts de papiers sur lesquels sont indiqués les termes techniques et médicaux de ses dialogues. L'acteur a en effet expliqué qu'il était incapable de s'en souvenir.
- Maria Bello, qui joue le Dr Anna Del Amico (en), était seulement prévue comme invitée sur les trois derniers épisodes de la saison 3, mais les producteurs étaient si impressionnés qu'ils ont décidé de la garder comme actrice principale de l'équipe. Il en a été de même pour beaucoup d'autres personnages. Ainsi Gloria Reuben, alias Jeanie Boulet, n'était pas prévue comme régulière. Paul McCrane (Robert Romano) non plus, mais ses performances ont convaincu les producteurs de l'inclure définitivement au générique. Scott Grimes devait partir définitivement à la suite de la démission de son personnage Archie Morris dans la saison 10 ; il a finalement été retenu en tant que personnage récurrent puis régulier dans la saison 12.
- Matthew Watkins, le petit garçon qui joue le rôle de Reese Benton, le fils sourd de Peter Benton, est vraiment sourd dans la vie.
- Les producteurs de la série avaient décidé que Carol Hathaway allait cesser d'être infirmière pour devenir l'une des médecins des urgences. Son personnage suit même des études de médecine au cours de la saison 3, mais Julianna Margulies refusa et cette trame narrative fut abandonnée, pour être reprise plus tard par le personnage d'Abby Lockhart (Maura Tierney) qui, d'infirmière au départ, devient médecin lors de la saison 10.
- Goran Višnjić a lui-même nommé son personnage Luka Kovac d'après le prénom de son neveu et le nom de famille de son meilleur ami (les producteurs de la série n'arrivaient en effet pas à trouver un nom croate approprié).
- Tous les personnages principaux de la série (hormis Susan Lewis, Michael Gallant et Simon Brenner) ont été traités en tant que patients à un moment ou à un autre dans la série.
- Le personnage de John Carter, à ses débuts, est fortement inspiré par la vraie vie de Michael Crichton, le créateur de la série est aussi médecin. Les défauts et maladresses de John Carter sont celles de Michael Crichton pendant ses propres études de médecine.

### Intrigues amoureuses
Beaucoup d'intrigues amoureuses ont été développées dans la série mais, dans la vie réelle, certains acteurs sont vraiment en couple :
- Laura Innes (qui joue le rôle de Kerry Weaver) est depuis 1988 en couple avec David Brisbin (nl), qui joue le rôle de l'anesthésiste Alexander Babcock.
- Angela Bassett et Courtney B. Vance, respectivement les époux Catherine et Russell Banfield, sont vraiment mariés dans la vie réelle.
- Maria Bello et William H. Macy, les docteurs Anna Del Amico et David Morgenstern, qui ont joué dans les saisons 3 et 4, se sont retrouvés dans plusieurs films ensemble après leurs départs de la série à la saison 4, dont Lady Chance en 2003, dans lequel ils incarnent un couple.

### Apparition dans une autre série
Durant les premières saisons, le tournage de la série Urgences se faisait sur le même site de Burbank que l'autre série phare du moment, Friends. Aussi, les acteurs des deux séries avaient pris l'habitude de se retrouver lors des pauses.
En 1995, les producteurs eurent l'idée de faire un épisode avec deux des acteurs qui venaient souvent mettre leur humour sur le plateau de tournage de Friends[pas clair], Noah Wyle et George Clooney. Dans l'épisode 1x17 de Friends, (« Celui qui devient papa – 2e partie »), Monica (Courteney Cox) et Rachel (Jennifer Aniston) invitent donc deux médecins chez elles. Rachel a eu un problème à sa cheville, fort bénin, mais n'ayant plus de couverture sociale, elle emprunte l'identité de Monica afin d'éviter toute dépense inutile. Lors de la consultation, elle est auscultée par un des deux médecins, le Dr Mitchell (joué par George Clooney) qui ne manque pas d'aller chercher son deuxième compère, le Dr Rosen (Noah Wyle). Ainsi, dans l'appartement de Monica, se retrouvent Carter et Ross pour un dîner où les deux urgentistes reconvertis ne savent plus qui est Monica et qui est Rachel. Dîner qui se terminera en règlement de comptes entre les deux filles.
Le personnage de Susan Lewis (Sherry Stringfield) apparaît dans un épisode de New York 911, dans lequel elle recherche sa sœur Chloé.[réf. souhaitée]

### Épisode diffusé en direct
Urgences est notamment connue pour avoir tourné et diffusé en direct le premier épisode de la saison 4 (« Direct aux urgences », « Ambush » en VO), à l'image d'une représentation de théâtre filmé. Dans cet épisode, l'équipe de tournage réelle de NBC joue une équipe de PBS filmant un documentaire sur l'hôpital. L'épisode, écrit par la scénariste Carol Flint, a été conçu en étroite collaboration avec les acteurs.
Le procédé pour cet épisode spécial a nécessité dix-huit caméras et, pour les acteurs de la série, de mémoriser leurs dialogues et leurs gestes médicaux (n'ayant pas le droit à l'erreur lors du tournage) tout en intégrant les mouvements de caméra, qui sont assez sophistiqués dans cette série. De plus, pour que l'épisode soit en direct aussi bien sur la côte Est que la côte Ouest des États-Unis, les acteurs ont joué l'épisode deux fois, le premier épisode étant rediffusé dans les États du centre des États-Unis.
La chaîne de télévision française France 2 a été l'une des seules chaînes étrangères autorisées à diffuser l'épisode en direct qui, décalage horaire oblige, fut diffusé en France à 4 h du matin, en version originale non sous-titrée.
Ce cas de figure unique s’est produit en septembre 1997.

## Récompenses
La série a reçu un nombre impressionnant de prix nationaux et internationaux (133 au total) ainsi que 314 nominations dans diverses catégories. Parmi les plus prestigieux, voici une liste non exhaustive :
- Emmy Award 1995 : Meilleure réalisation de Mimi Leder pour l'épisode Travail perdu
- Emmy Award 1995 : Meilleur montage pour l'épisode Travail perdu
- Emmy Award 1995 : Meilleur son pour l'épisode Travail perdu
- Emmy Award 1995 : Meilleur graphisme pour le générique
- Emmy Award 1995 : Meilleure actrice dans un second rôle Julianna Margulies
- Emmy Award 1996 : Meilleure série dramatique
- SAG Award 1996 : Meilleure distribution
- SAG Award 1997 : Meilleure distribution
- Emmy Award 1997 : Meilleur montage pour l'épisode L'Issue était fatale
- Emmy Award 1997 : Meilleur son pour l'épisode Phobie de l'avion
- Emmy Award 1997 : Meilleur artiste invité dans une série dramatique pour William H. Macy
- Emmy Award 1998 : Meilleur son pour l'épisode Exode
- Emmy Award 1998 : Meilleure direction technique pour l'épisode Direct aux urgences
- SAG Award 1998 : Meilleure distribution
- Golden Globe 1998 : Meilleur acteur dans une série dramatique pour Anthony Edwards
- SAG Award 1998 : Meilleure actrice dans une série dramatique pour Julianna Margulies
- SAG Award 1999 : Meilleure distribution
- SAG Award 1999 : Meilleure actrice dans une série dramatique pour Julianna Margulies
- Emmy Award 1999 : Meilleur son pour l'épisode La Tempête
- Emmy Award 1999 : Meilleur mixage pour l'épisode La Tempête
- Emmy Award 2000 : Meilleur montage pour l'épisode Tous pour eux
- Emmy Award 2001 : Meilleure artiste invitée dans une série dramatique pour Sally Field
- Emmy Award 2001 : Meilleur son pour l'épisode Le Passage à niveau
- Emmy Award 2002 : Meilleur son pour l'épisode Nuages avec des risques d'averses
- People's Choice Awards 2002 : Meilleure série dramatique
- Emmy Award 2003 : Meilleur son pour l'épisode La Théorie du chaos
- Emmy Award 2006 : Meilleur artiste invité dans une série dramatique pour Ray Liotta
- Emmy Award 2009 : Meilleur artiste invité dans une série dramatique pour Rod Holcomb
- Image award 2009 : Meilleure actrice dans un second rôle pour Angela Bassett

## Réalisme de la série

### Avis et classements
Urgences est une série médicale qui traite son sujet de manière réaliste, malgré certains raccourcis (comme les internes faisant le travail d’infirmières ou le recours exagéré à la réanimation cardiopulmonaire dans la série). En 2018, le site américain TV Insider (édité par TV Guide) compare les différentes séries médicales, décernant à Urgences une note de 7/10, devant notamment Dr House noté 4/10, Grey’s Anatomy noté 3/10, mais derrière Scrubs noté 9/10. En 2020, le quotidien Le Monde qualifie Urgences de « canon » et de « monument » de la série médicale contemporaine.
Les scénaristes de la série se sont inspirés de faits réels, de la carrière des médecins et des infirmières qui ont travaillé sur la série et ont noué des contacts réguliers avec des membres du personnel médical partout dans le pays. Cependant, certaines opérations ont été dramatisées par rapport à la vie réelle. Par exemple, un des premiers épisodes de la série montre un bébé avec un cintre coincé dans la gorge ; ce cas, inspiré d'un fait réel des urgences d'un hôpital de Los Angeles, a été amplifié par l'ajout d'une scène où le bébé est sous perfusion et doit subir une trachéotomie (dans le cas réel, les médecins avaient pu extraire le cintre sans être obligés d'effectuer une telle opération).
Selon le docteur François Moreau de la Fédération hospitalière de France : « Urgences présente un degré de réalisme très proche de la réalité. Ils travaillent avec des conseillers médicaux pour que tout soit crédible. C'est une description extrêmement précise du travail des urgentistes ». Pour lui, la série est si réaliste qu'elle a parfois des airs de documentaire, et il lui reconnaît un réel impact pédagogique. Cependant, il nuance son propos : « les cas présentés dans la série sont poussés à l'extrême. [...] Par ailleurs, le système de santé américain est différent de ce qui se passe en France. Nous n'avons pas les mêmes filières de traitement avec des équipes hospitalières embarquées dans les SAMU [...] ».

### Termes médicaux souvent utilisés dans la série
L'utilisation d'un jargon médical réaliste pour décrire les problèmes médicaux des patients de la série effraya au début les décideurs de NBC. L'équipe créative (dont le producteur Steven Spielberg) procéda à quelques ajustements après avoir montré le pilote de la série lors de projections-tests, qui reçurent un accueil enthousiaste de la part des spectateurs.
Voici une liste des termes médicaux les plus couramment employés dans la série.
- Asystolie (arrêt cardiaque)[34]
- AVP (accident de la voie publique)[34]
- Babinski (signe de) (réponse en extension dorsale du gros orteil lors de la recherche du réflexe cutané plantaire)[35]
- CEC (circulation extra corporelle / suppléance du cœur avec une machine externe, lors d'interventions cardiaques par exemple)
- Chimie (examen sanguin)[34]
- Clamper (bloquer la circulation dans un vaisseau)
- ECBU (examen cyto-bactériologique des urines, à la recherche d'infections)[34]
- ECG (électrocardiogramme)[34]
- Fibrillation (fibrillation « ventriculaire » le plus souvent dans la série / trouble du rythme cardiaque / arrêt cardiaque)
- FIV (fécondation in vitro)
- Gaz du sang (examen sanguin)
- Glasgow (score calculé pour établir le niveau de conscience)[34]
- Intubation (mise d'un tube dans la gorge pour respirer)[34]
- Iono : ionogramme sanguin (examen sanguin[34], comptage des ions essentiels comme le sodium, le potassium, le chlore, le calcium, etc.)
- IV (intraveineuse)
- NFS (numération et formule sanguine) (examen sanguin qui analyse la quantité de globules blancs et de globules rouges et le nombre de plaquettes)[34]
- Pneumothorax (présence d'air entre les deux feuillets de la cavité pleurale, qui sépare les poumons de la cage thoracique.)[34]
- Saturation « sat' » (taux d'oxygène présent dans le sang)
- Scanner (examen d'imagerie médicale)
- TV (tachycardie ventriculaire / trouble du rythme cardiaque)
- Thoracotomie (ouverture du thorax)
- Trachéotomie (ouverture de la trachée)

## Produits dérivés

### Édition DVD (France)
L'intégralité des quinze saisons de la série est sortie en France. De nombreuses éditions sont parues chez Warner Home Video depuis 2004. Les récentes éditions complètes sont sorties le 23 octobre 2013. En voici la liste :
- Intégrale saison 1 (6 DVD) (ASIN B00DBALZ4Q)
- Intégrale saison 2 (7 DVD) (ASIN B00DBAM3Z6)
- Intégrale saison 3 (6 DVD) (ASIN B00DBAM4S2)
- Intégrale saison 4 (6 DVD) (ASIN B00DBAM5FO)
- Intégrale saison 5 (6 DVD) (ASIN B00DBAM68A)
- Intégrale saison 6 (6 DVD) (ASIN B00DBAM6US)
- Intégrale saison 7 (6 DVD) (ASIN B00DBAM7MA)
- Intégrale saison 8 (6 DVD) (ASIN B00DBAM8YC)
- Intégrale saison 9 (6 DVD) (ASIN B00DBAM90Q)
- Intégrale saison 10 (6 DVD) (ASIN B00DBALZXW)
- Intégrale saison 11 (6 DVD) (ASIN B00DBAM0UE)
- Intégrale saison 12 (6 DVD) (ASIN B00DBAM1IK)
- Intégrale saison 13 (6 DVD) (ASIN B00DBAM23E)
- Intégrale saison 14 (6 DVD) (ASIN B00DBAM2LQ)
- Intégrale saison 15 (6 DVD) (ASIN B00DBAM356)

Les copies sont toutes remastérisées au format de tournage (1.78 panoramique 16/9 compatible 4/3). Un coffret intégral est sorti le 23 avril 2010. Un second coffret de 96 disques est sorti le 17 octobre 2012.

### Jeu vidéo
En 2005, la série est adaptée en jeu vidéo sous la forme du jeu de gestion et de simulation médicale Urgences (ER: The Game en VO), fonctionnant sur PC sous Windows. Dans sa critique du jeu, qui possède un style similaire au jeu Les Sims, le site Jeuxvideo.com lui donne une note de 10/20, pointant notamment un jeu mou, une gestion du personnage et des soins trop creuse, une scénarisation stupide et une interface agaçante et peu obéissante.